# Tawfik Toubi
Tawfik Toubi (11 mai 1922 à Haïfa - 12 mars 2011) est un homme politique israélien. Cet Arabe chrétien citoyen israélien fut député communiste pendant quarante-et-un ans, jusqu'en 1990.

## Biographie
Tawfik Toubi naît à l'époque de la Palestine mandataire dans une famille chrétienne orthodoxe arabe. Il est éduqué à l'École du Mont-Sion et rejoint le Parti communiste palestinien en 1941. C'est l'un des fondateurs ensuite de la ligue de libération nationale qui au début s'oppose au partage de la Palestine, et finit par l'accepter comme le demande le Parti communiste de l'Union soviétique Tawfik Toubi est élu pour la première fois à la première Knesset de 1949. Il y siège jusqu'à sa démission en juillet 1990. Il est réélu en 1951, 1955, 1959, 1961, 1977, 1981, 1984 et 1988. Il est député du Maki (Parti communiste d'Israël). En 1976, il devient secrétaire général du nouveau parti Hadash, issu du Rakah et de partis de gauche. Il est élu député de ce parti de 1977, jusqu'à sa démission en 1990, date à laquelle il est remplacé par Tamar Gozansky. 
Tawfik Toubi a mené parallèlement une carrière d'éditeur et de journaliste au journal arabe communiste Al Ittihad.
Ce fut l'un des rares députés (avec Meir Vilner) à protester contre le massacre de Kafr Qassem, en octobre 1956. Il est considéré comme un opposant de gauche à toute forme de racisme. Il a aussi demandé le retour des habitants d'Al-Birwah expulsés en 1948 (ce que David Ben Gourion refusa) et ensuite après la Guerre des Six Jours, celui des habitants du village de Yalo, demande effectuée auprès de Moshe Dayan. Cela fut aussi refusé.

## Source
- (en) Cet article est partiellement ou en totalité issu de l’article de Wikipédia en anglais intitulé « Tawfik Toubi » (voir la liste des auteurs).